# إدوين تي. بيكر
إدوين تي. بيكر هو سياسي أمريكي، ولد في 1873، وتوفي في 1936. انتخب عضو جمعية ولاية كاليفورنيا ‏.